# Priemgetal-telfunctie
In de getaltheorie, een deelgebied van de wiskunde, telt een priemgetal-telfunctie het aantal priemgetallen kleiner dan of gelijk aan een gegeven reëel getal {\displaystyle x}.
Een priemgetal-telfunctie wordt weergegeven door {\displaystyle \pi (x)} (dit refereert niet aan het getal {\displaystyle \pi }).
Er zijn meerdere manieren om deze functie te benaderen. Gauss stelde in 1792 als vijftienjarige al dat de telfunctie benaderd kan worden door de logaritmische integraal: {\displaystyle \pi (x)\approx \mathrm {Li} (x)}. Later kwamen er betere benaderingen, onder andere door Legendre.
De riemann-zèta-functie is nauw verbonden met deze priemgetallentelfunctie, en staat centraal in de riemann-hypothese, een belangrijke, en tot nog toe onbewezen, stelling die een verband legt tussen functietheorie an getaltheorie.  

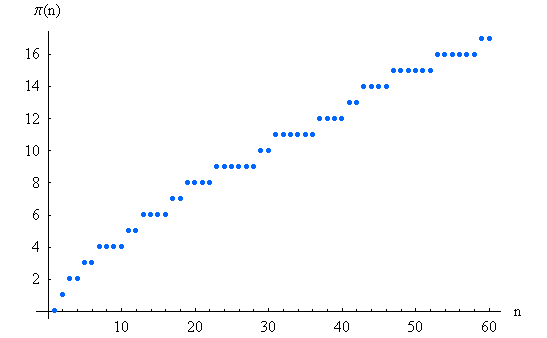
De eerste 60 waarden van

## Tabellen vanπ(x){\displaystyle \pi (x)},x/ln⁡x{\displaystyle x/\ln x}enli(x){\displaystyle \mathrm {li} (x)}
De tabel laat zien hoe de drie functies {\displaystyle \pi (n)}, {\displaystyle x/\ln x} en {\displaystyle \mathrm {li} (n)} eruitzien op machten van 10.
| {\displaystyle x} | {\displaystyle \pi (x)}        | {\displaystyle \pi (x)-x/\ln x} | {\displaystyle \mathrm {li} (x)-\pi (x)} | {\displaystyle x/\pi (x)} |
| ----------------- | ------------------------------ | ------------------------------- | ---------------------------------------- | ------------------------- |
| 10                | 4                              | −0,3                            | 2,2                                      | 2,500                     |
| 102               | 25                             | 3,3                             | 5,1                                      | 4,000                     |
| 103               | 168                            | 23                              | 10                                       | 5,952                     |
| 104               | 1.229                          | 143                             | 17                                       | 8,137                     |
| 105               | 9.592                          | 906                             | 38                                       | 10,425                    |
| 106               | 78.498                         | 6.116                           | 130                                      | 12,740                    |
| 107               | 664.579                        | 44.158                          | 339                                      | 15,047                    |
| 108               | 5.761.455                      | 332.774                         | 754                                      | 17,357                    |
| 109               | 50.847.534                     | 2.592.592                       | 1.701                                    | 19,667                    |
| 10                | 455.052.511                    | 20.758.029                      | 3.104                                    | 21,975                    |
| 1011              | 4.118.054.813                  | 169.923.159                     | 11.588                                   | 24,283                    |
| 1012              | 37.607.912.018                 | 1.416.705.193                   | 38.263                                   | 26,590                    |
| 1013              | 346.065.536.839                | 11.992.858.452                  | 108.971                                  | 28,896                    |
| 1014              | 3.204.941.750.802              | 102.838.308.636                 | 314.890                                  | 31,202                    |
| 1015              | 29.844.570.422.669             | 891.604.962.452                 | 1.052.619                                | 33,507                    |
| 1016              | 279.238.341.033.925            | 7.804.289.844.393               | 3.214.632                                | 35,812                    |
| 1017              | 2.623.557.157.654.233          | 68.883.734.693.281              | 7.956.589                                | 38,116                    |
| 1018              | 24.739.954.287.740.860         | 612.483.070.893.536             | 21.949.555                               | 40,420                    |
| 1019              | 234.057.667.276.344.607        | 5.481.624.169.369.960           | 99.877.775                               | 42,725                    |
| 1020              | 2.220.819.602.560.918.840      | 49.347.193.044.659.701          | 222.744.644                              | 45,028                    |
| 1021              | 21.127.269.486.018.731.928     | 446.579.871.578.168.707         | 597.394.254                              | 47,332                    |
| 1022              | 201.467.286.689.315.906.290    | 4.060.704.006.019.620.994       | 1.932.355.208                            | 49,636                    |
| 1023              | 1.925.320.391.606.803.968.923  | 37.083.513.766.578.631.309      | 7.250.186.216                            | 51,939                    |
| 1024              | 18.435.599.767.349.200.867.866 | 339.996.354.713.708.049.069     | 17.146.907.278                           | 54,243                    |

## Voetnoten
1. ↑  (en) Bach, Eric, Shallit, Jeffrey (1996). Algorithmic Number Theory (Algoritmische getaltheorie). MIT Press, volume 1 pagina 234 sectie 8.8. ISBN 0-262-02405-5.
2. ↑  (en)  Priemgetal-telfunctie op MathWorld
3. ↑  (en)  Tomás Oliveira e Silva, Tables of values of pi(x) and of pi2(x), tabellen
4. ↑  (en)  Andrey V. Kulsha, Values of {\displaystyle \pi (n)} and Δ(x) for various x's (waarden van π(x) en Δ(x) voor verschillende x'en, tabellen
5. ↑  (en)  Xavier Gourdon, Pascal Sebah, Patrick Demichel, A table of values of pi(x) (een tabel met waarden van pi(x), constanten